# Lift You Up
Lift You Up is een Belgische zangtalentenjacht, waarvan de eerste aflevering op 24 januari 2025 werd uitgezonden door de commerciële televisiezender VTM.

## Format
Vier bekende artiesten – Metejoor, Bart Peeters, Jasper Steverlinck en Laura Tesoro – fungeren als mentoren, maar het zijn de fanzones die bepalen welke kandidaten bij welke mentor terechtkomen. De winnaar van het programma krijgt de kans om een single op te nemen en mee op tournee te gaan met de mentor. Het programma wordt gepresenteerd door Koen Wauters en Eva De Roo.

## Seizoensoverzicht
| Seizoen | Tijdslot | Startdatum      | Einddatum     | Afleveringen | Kijkcijfers |
| ------- | -------- | --------------- | ------------- | ------------ | ----------- |
| 1       | Vrijdag  | 24 januari 2025 | 14 maart 2025 | 8            | n.n.b.      |

## Medewerkers
|                    | Seizoen       |
| 1                  | 1             |
| Presentatoren      | Presentatoren |
| ------------------ | ------------- |
| Eva De Roo         |               |
| Koen Wauters       |               |
| Mentoren           |               |
| Metejoor           |               |
| Bart Peeters       |               |
| Jasper Steverlinck |               |
| Laura Tesoro       |               |

## Deelnemers

### Teams
 Metejoor
 Bart Peeters
 Jasper Steverlinck
 Laura Tesoro

### Resultaten
| Seizoen | Start           | Finale        | Winnaar     | Runner-up | Derde plaats | Vierde plaats | Winnende team        |
| ------- | --------------- | ------------- | ----------- | --------- | ------------ | ------------- | -------------------- |
| 1       | 24 januari 2025 | 14 maart 2025 | Anna Winkin | Daan      | Katrien      | Madeline      | Anna en Laura Tesoro |

## Kijkcijfers
| Seizoen | Afl. 1  | Afl. 2  | Afl. 3  | Afl. 4  | Afl. 5  | Afl. 6  | Afl. 7  | Afl. 8 | Gem.   |
| ------- | ------- | ------- | ------- | ------- | ------- | ------- | ------- | ------ | ------ |
| 1       | 578.919 | 491.557 | 532.615 | 501.591 | 549.994 | 544.337 | 424.570 | n.n.b. | n.n.b. |

## Trivia
- Op de Nederlandse zender RTL 4 ging op dezelfde startdatum het programma The Headliner van start dat gelijkenissen vertoont met Lift You Up. Zo treden de kandidaten op op een podium dat stijgt naarmate het publiek het optreden positief waardeert.